# Lesley Grant
Lesley Grant ist eine US-amerikanische Schauspielerin. Sie lebt und arbeitet außerdem in Spanien.

## Leben
Grant absolvierte zwischen 2013 und 2014 eine dreimonatige Acting Masterclass in Portland. Sie spricht neben ihrer Muttersprache Englisch fließend Spanisch und Japanisch. Sie gab 2015 in einer Nebenrolle im Film The A-List ihr Filmschauspieldebüt. Ab 2017 wirkte sie vornehmlich an spanischen Film- und Serienproduktionen mit. 2018 spielte sie im Kurzfilm Even Divas Are Believers mit. 2019 stellte sie im Thriller Paradise Hills eine Nebenrolle dar. Ab demselben Jahr bis einschließlich 2021 spielte sie in insgesamt 12 Episoden der spanischen Fernsehserie Merlí. Sapere Aude die Rolle der Amy O'Connor. Nach einer Episodenrolle in der Fernsehserie Alba und einer Rollenbesetzung im spanischen Film Freundschaft Reloaded im Jahr 2021, fokussierte sie sich auf US-amerikanische Produktionen. 2022 übernahm sie im Mockbuster Bullet Train Down die Rolle der Claire. 2023 folgten in den Filmen Let's Meet Halfway als Avery und in  An Egypt Affair als Amber McIntyre größere Filmrollen.

## Filmografie (Auswahl)
- 2015: The A-List
- 2017: La Peluquería (Fernsehserie, Episode 1x116)
- 2018: Even Divas Are Believers (Kurzfilm)
- 2018: Estoy vivo (Fernsehserie, Episode 2x06)
- 2019: Paradise Hills
- 2019–2021: Merlí. Sapere Aude (Fernsehserie, 12 Episoden)
- 2021: Alba (Fernsehserie, Episode 1x09)
- 2021: Freundschaft Reloaded (Descarrilados)
- 2022: Bullet Train Down
- 2023: Let's Meet Halfway
- 2023: An Egypt Affair